# Горбен
Горбен (нім. Horben) — громада в Німеччині, знаходиться в землі Баден-Вюртемберг. Підпорядковується адміністративному округу Фрайбург. Входить до складу району Брайсгау-Верхній Шварцвальд.
Площа — 8,75 км2. Населення становить 1181 ос. (станом на 31 грудня 2020).